# Nicolas de Lyre

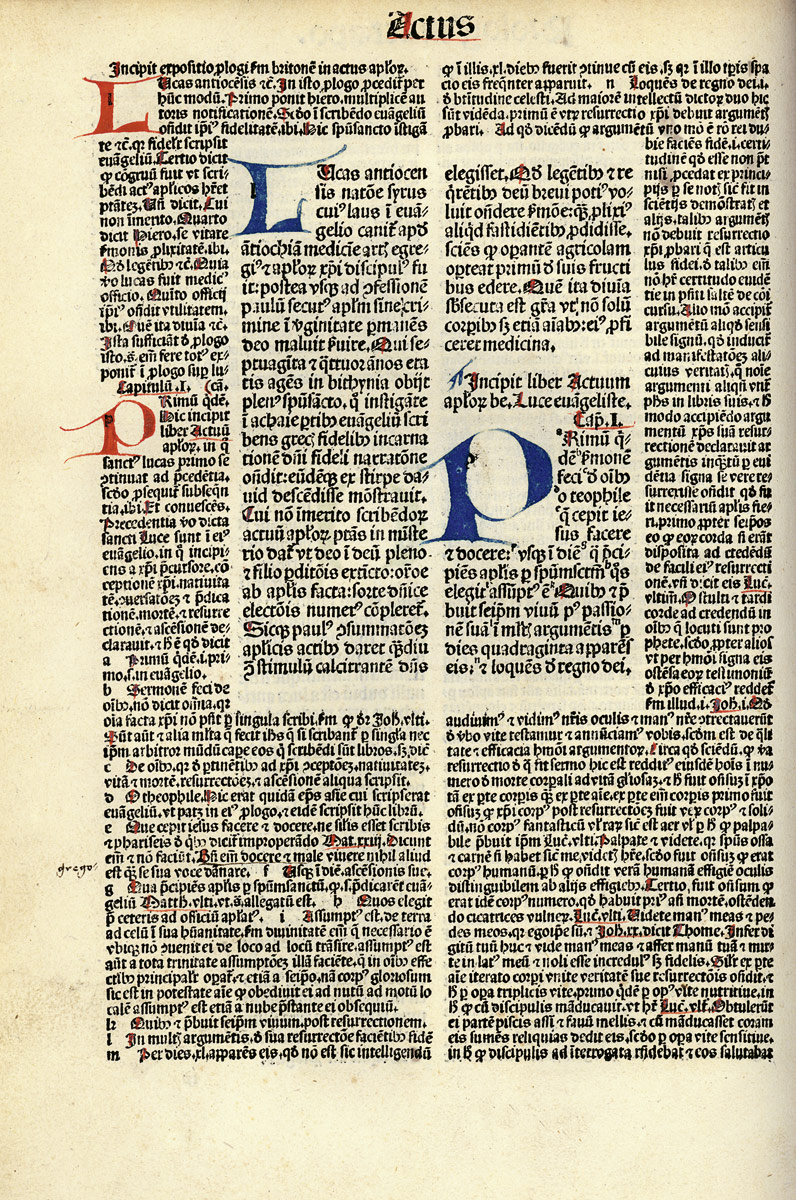
Page de la Biblia cum postillis Nicolai de Lyra, imprimée à Strasbourg en 1492.

Nicolas de Lyre, né à La Vieille-Lyre vers 1270 et mort à Paris le 23 octobre 1349, est un frère mineur, théologien et exégète, qui influença tous les auteurs des XIVe et XVe siècles, ainsi que le réformateur Martin Luther.

## Sa vie
Selon certains, Nicolas de Lyre, né de parents juifs, se serait converti au christianisme et aurait reçu le baptême. Les historiens considèrent que c'est une légende, née de sa connaissance de l'hébreu et de la littérature hébraïque. Il entra chez les  franciscains en 1291, au couvent de Verneuil-sur-Avre.
Envoyé à Paris pour ses études, il est « bachelier formé » en 1307, et devient maître en théologie en 1308, et se fait remarquer par sa science.
Docteur en Sorbonne en 1309, dix ans plus tard, nommé « ministre provincial » de la province de France (= Île-de-France, Nord-Picardie, Champagne). Il prit une part active au procès en hérésie de la mystique Marguerite Porete, poétesse et béguine brûlée vive en 1310 comme hérétique.
De 1319 à 1324, il fut donc ministre provincial de France ; puis ministre provincial de Bourgogne. Il revient ensuite à Paris, vers 1330, pour se livrer à ses travaux d’exégèse biblique et de théologie et jouit d’une grande considération.
On le consulte lors de la querelle sur la vision béatifique, avec vingt-huit autres théologiens, à la demande du roi Philippe le Bel.
Ses commentaires sont appréciés pour leur sobriété et la primauté donnée à l'analyse de la lettre de la Bible latine, ainsi que les références systématiques à la littérature rabbinique et à la version hébraïque de l'Ancien Testament. Cependant, il ne cite jamais l'hébreu en caractèrex hébreux ; il renvoit parfois à l'hébreu sous forme translittérée pour expliquer de brèves expressions. La plupart des citations en caractères hébreux qui se lisent dans les éditions modernes (à partir de la fin du XVIe siècle) sont des ajouts d'éditeurs.
Il meurt le 23 octobre 1349, au Grand couvent de Paris. Il fut gratifié des titres de « doctor planus » (docteur clair) et de « doctor utilis ».

## Son œuvre
Il se consacre pendant près de quarante ans à ses commentaires de la Bible. La postille selon le sens littéral est suivie dans un second temps par un commentaire selon le sens moral ou spirituel, plus directement accessible aux prédicateurs. Il est aussi l'auteur de traités ou questions théologiques concernant l'utilisation juive du Nouveau Testament et la foi dans la venue du Messie. L'ajout de ces questions aux manuscrits de la postille biblique n'est pas systématique. Ses œuvres les plus importantes et les plus répandues sont :
- Postilla litteralis super totam Bibliam (Annotations littérales sur les livres hébreux de la Bible et le Nouveau Testament) est une vaste compilation de remarques et de commentaires, écrite entre 1322 et 1331. On y relève plusieurs dizaines d'auteurs ou rabbis juifs cités dans le Talmud et ses commentateurs juifs, principalement les commentaires du rabbin Schlomo Itzhaki "Rachi" (+ 1105). Rachi est aujourd’hui encore l’une des références majeures de l’exégèse juive).
- La postille sur les livres "apocryphes" est venue compléter plus tard la postille littérale. Par apocryphes, Nicolas de Lyre entend, selon le sens souvent alors donné à ce mot, les livres traduits en latin à partir du grec, mais sans texte hébreu massorétique concordant.
- La postille dite "morale" (Postilla moralis) est un commentaire de la Bible au sens moral ou spirituel, destinée à l'appropriation personnelle de la Bible proposée par les prédicateurs (1339).

Le commentaire de l’Apocalypse tient compte des interprétations de Pierre Auriol.
Ces deux ouvrages ont été parmi les premiers livres imprimés en Europe (vers 1480) et sont très répandus dans les bibliothèques, en éditions illustrées : dessins et miniatures. Les éditions postérieures à 1589 sont interpolées et comportent de nombreuses erreurs typographiques. Les postilles de Nicolas de Lyre sont publiées conjointement à la Glose Ordinaire dans plusieurs éditions imprimées (registre inférieur, sous le texte biblique). Avec plus d'un millier d'exemplaires conservés, les postilles de Nicolas de Lyre sont devenues à la fin du Moyen Âge une référence majeure, utilisée surtout pour la formation du clergé. Martin Luther s’est souvent appuyé sur l’exégèse de Nicolas, d'où l'épigramme : Si Lyra non lyrasset, Lutherus non saltasset (Si Lyre n'avait pas joué de la lyre, Luther n'aurait pas dansé). En dehors de ces deux ouvrages, de nombreux traités de Nicolas sont encore inédits. On peut en trouver une liste dans le site Franciscan Authors : http://users.bart.nl/~roestb/franciscan/ (art. Nicolaus de Lyra).
En 1492, l'imprimeur Guillaume Le Rouge imprima à Troyes "Les Postilles et Expositions des Évangiles" traduction en français par Pierre Desrey du texte original en latin de Nicolas de Lyre.

## Œuvres
- Postillae perpetuae sive brevia commentaria in universa Biblia, son œuvre principale
- Librum differentiarum Novi et Veteris Testamenti cum explicatione nominum hebraeorum
- Libellum contra quemdam judaeum impugnantem Christi divinitatem, eiusque doctrinam ex verbis Evangelii secundum Mathaeum
- Expositionem praeceptorum Decalogi
- De corpore Christi librum unum
- Tractatum de ídoneo ministrante et suscipiente Sanctissimum Sacramentum altaris
- Tractatum alterum de visione divinae essentiae ab animabus sanctis a corpore separatis
- Tractatus tres vel quatuor de diversis materiis contra judaeos
- Commentarios in quatuor libros Sententiarum
- Quodlibeta Theologica
- Postillas super Epistolas et Evangelia quadragesimalia
- Sermones de Sanctis
- Sermones de Tempore
- De Messia Ejusque Adventu Præterito

LIENS:
- Biblia : Cum postillis Nicolai de Lyra et expositionibus Guillelmi Britonis in omnes prologos S. Hieronymi et additionibus Pauli Burgensis replicisque Matthiae Doering. - Nürnberg : Anton Koberger, 1485. Digitalisierte Ausgabe der Bibliothèque universitaire et d'État de Düsseldorf
  - 1. Band
  - 2. Band
  - 3. Band
  - 4. Band

- Postilla supoer librum psalmorum, edita a fratre Nycholao de Lyra, Mansucrit 31 de la Bibliothèque du patrimoine de Clermont-Ferrand, en ligne sur Overnia.